# Музей Аріана
Музей Аріана (фр. Musée Ariana), також відомий як Швейцарський музей кераміки та скла (фр. Musée suisse de la céramique et du verre, англ. Swiss Museum of Ceramics and Glass), розташований в Женеві, Швейцарія. Він присвячений мистецтву кераміки та скла, і його колекція налічує близько 20 000 об'єктів, що охоплюють останні 1200 років. Ця колекція демонструє історичне, географічне, художнє та технологічне розмаїття виробництва скла та кераміки протягом цього періоду. Варто зазначити, що ця колекція є єдиною у своєму роді в Швейцарії.
Музей, збудований між 1877 і 1884 роками, поєднує в собі елементи неокласицизму та необароко. Він розташований на проспекті Авеню де ла Пе (фр. Avenue de la Paix), неподалік від Палацу Націй. Будівля музею призначалася для розміщення приватної колекції швейцарського колекціонера мистецтва та мецената Гюстава Ревілліода. Він назвав музей на честь своєї матері, Аріан де ла Рів (фр. Ariane de la Rive), а пізніше заповів його місту Женеві. З 1934 року музей є членом Женевської асоціації художніх та історичних музеїв (фр. Les Musées d'art et d'histoire Geneve), яку очолює Женевський музей мистецтва і історії. Згодом частини колекції були передані іншим музеям, тоді як Музей Аріана придбав нові експонати в обмін, щоб зосередити свою колекцію саме на склі та кераміці.